# 美丽新世界 (1999年电影)
《美丽新世界》是一部1999年由施润玖导演的中国喜剧电影。该片是施润玖的首次导演（他之前在吕乐的《赵先生》中担任助理导演），由西安电影制片厂和独立的艺玛电影技术有限公司合作发行。这是艺玛电影技术有限公司在继1997年的《爱情麻辣烫》后，第二部发行的电影。
该片取景于上海，由影星姜武和陶虹扮演不般配的一对。台湾流行歌星任贤齐和伍佰也扮演小角色。

## 角色
- 姜武 饰 张宝根，农村青年，中彩票后前往上海领奖——一幢新公寓。
- 陶虹 饰 黄金芳，张宝根的远房小表姨，债务缠身的城市人，不安地将自己的家给了农村远亲张宝根。
- 陈宁 饰演 陈明慧，黄金芳最好的朋友。
- 任贤齐 饰演 白建华，陈明慧的男友。
- 伍佰 饰演 阿亮，街头音乐家，成为张宝根的朋友。
- 童正维 饰演 蔡阿婆，黄金芳年长的邻居。
- 程雷 (配角)
- 牛犇 (配角)

## 评价
《综艺》杂志的德雷克·埃利表扬这部电影为“一部完美演出、可理解的、重写了中国大陆电影的规则书的电影。”

## 奖项与提名
- 1999 北京大学生电影节
  - 获奖 — 最佳女主角 (陶虹)[2]

- 1999 夏威夷国际电影节
  - 获奖 — 评委会特别奖 (姜武)[3]